# Herwig Mitteregger
Herwig Rudolf Mitteregger (Mautern in Steiermark, 6 september 1953) is een Duitse zanger, drummer, componist en producent.

## Carrière
Mitteregger studeerde drums en piano aan de Folkwang muziekschool in Duisburg (1972) en aan de hogeschool voor muziek in Hamburg (1974). In 1976 vervoegde hij zich bij de Berlijnse band Lokomotive Kreuzberg als drummer en percussionist. Na de ontbinding van de band nam hij in 1978 en 1979 met de Nina Hagen Band twee Duitstalige, internationaal succesvolle albums op. Omdat de vier muzikanten (Herwig Mitteregger, Reinhold Heil, Manfred Praeker en Bernhard Potschka) overhoop lagen met zangeres Nina Hagen, werd het reeds contractueel vastgelegde tweede album Unbehagen vervolgens instrumentaal opgenomen. Aansluitend werd de zang van Hagen opgenomen zonder muzikanten.
Na de definitieve breuk met Nina Hagen richtten de vier muzikanten de West-Berlijnse rockband Spliff op, waarin Mitteregger songs schreef, drumde en zong. Spliff publiceerde van 1980 tot 1984 vier albums, waaronder de als rockopera uitgevoerde The Spliff Radio Show met Alf Klimek, Rik De Lisle en twee verdere zangeressen, ook het album 85555, dat Spliff landelijk succes bracht en ook als Engelstalige versie verscheen. Er volgde het album Herzlichen Glückwünsch.
Reeds voor de ontbinding van de band bracht Mitteregger in 1983 zijn eerste soloalbum Kein Mut – kein Mädchen uit, dat hij zelf had gecomponeerd, geschreven, opgenomen en ingezongen. Met de band werd nog de soundtrack voor de film Baby van Uwe Friesner, de muziek voor de Schimanski-Tatort Zweierlei Blut en het vierde album Schwarz auf Weiß opgenomen. Een voor 1986 geplande vijfde Spliff-lp werd wegens soloprojecten geannuleerd. Na de afscheidstournee aan het eind van 1984 viel de band uit elkaar, hetgeen echter niet officieel werd bevestigd. Sindsdien bracht Mitteregger, die zich daarna in Spanje vestigde en een geluidsstudio inrichtte, tot 1977 vijf verdere albums uit, waarop meerdere muzikanten meespeelden. In 1985 was de single Immer mehr succesvol.
Nog tijdens de Spliff-periode was de multi-instrumentalist begonnen met het produceren van andere artiesten. Sinds 1980 was hij onder andere verantwoordelijk voor albums van Ulla Meinecke, Manfred Maurenbrecher, Sternhagel, Michael Fitz en Cosa Rosa en werkte maatgevend ook als muzikant daaraan mee. In 1986 trad hij naast talrijke andere artiesten kosteloos op bij het Anti-WAAhnsinns-Festival tegen de geplande opwerkingsfabriek voor kernafval in Wackersdorf. Sinds 1999 mislukten twee comeback-pogingen met Spliff reeds bij voorbaat. Einde mei 2008 verscheen bij zijn eigen label Manoscrito Music het album Insolito, waarmee hij zijn stijl uit het midden van de jaren 1990 verder ontwikkelde. In juni 2009 volgde het album Fandango, dat ook een nieuwe versie van de Spliff-song Notausgang bevatte. Acht jaar later verscheen in januari 2017 het album Sol Mayor.

## Privéleven
Na 1997 werkte Mitteregger in Spanje hoofdzakelijk als componist, trad slechts zelden op in Duitsland en stichtte een familie. In 1999 werd hij vader van een zoon. Sinds 2006 woont hij met zijn echtgenote en zoon in Hamburg, waar hij weer actief werkt aan eigen projecten.

## Discografie

### Singles
- 1977: Lokomotive Kreuzberg — Arbeitslos / Teddy Tex
- 1978: Nina Hagen Band – Auf'm Bahnhof Zoo / Der Spinner
- 1979: Nina Hagen Band – Naturträne / Heiß
- 1979: Nina Hagen Band – TV-Glotzer (White punks on dope) / Heiß
- 1979: Nina Hagen Band – Unbeschreiblich weiblich / Der Spinner
- 1979: Nina Hagen Band – African Reggae / Wir leben immer… noch (verschillende edities en B-kanten; ook als maxi-single)
- 1980: Nina Hagen Band – Auf'm Rummel / Wenn ich ein Junge wär
- 1980: Nina Hagen Band – Herrmann hieß er / Wau wau
- 1980: Nina Hagen Band – My way / Alptraum / No way (ook als maxi-single)
- 1980: Nina Hagen Band – My way / Auf'm Bahnhof Zoo / Superboy (ook als maxi-single)
- 1980: Spliff – Jet set star / Cheap chicks (ook als maxi-single)
- 1981: Spliff – Rock'n'Roll refugee / Tooled fool
- 1982: Spliff – Heut' nacht / Notausgang (ook als maxi-single)
- 1982: Spliff – Déjà vu / Müller / Jerusalem (live) (ook als maxi-single)
- 1982: Spliff – Carbonara / Duett komplett (ook als maxi-single)
- 1982: Spliff – Das Blech / Tag für Tag (ook als maxi-single)
- 1982: Sternhagel – Fahrrad fahr’n / Eskimo
- 1983: Spliff – Herzlichen Glückwunsch / Die Maurer (ook als maxi-single)
- 1983: Spliff – Augen zu / Es ist soweit (ook als maxi-single)
- 1983: Kalt wie 'n Stein / Du und ich (ook als maxi-single)
- 1983: So oder so / Rudi
- 1983: Rudi (12" Special Mix) /Ocean (als Maxi)
- 1984: Spliff – Telefon-Terror / Bahnhofshotel (ook als maxi-single)
- 1984: Spliff – Labyrinth (ook als maxi-single)
- 1984: Spliff – Radio / Der Clan (ook als maxi-single)
- 1985: Immer mehr (maxiversie) / Irgendwie verliebt/Mein Klavier (als maxi-single)
- 1987: Blinder Passagier (uitgebreide versie) / Blinder Passagier Reprise / Blinder Passagier (singleversie) (als maxi-single)
- 1987: Wo (megamaniac mix) / Wie am ersten Tag / Wo (singlemix) (als maxi-single)
- 1990: Spliff – Déjà Vu (Remix '90) / Déjà Vu (Mosaic-Mix '90) / Déjà Vu (originele versie) (cd-maxi-single)
- 1990: Spliff – Carbonara (Remix) / Herzlichen Glückwunsch (RAF Mix) / Carbonara Remix (Radio Edit) / Carbonara (originele versie) (cd-maxi-single)
- 1990: Weg ins Glück (Extended Version) / Blues / Weg ins Glück (radioversie) (cd-single)
- 1990: Albatros (Extended Version) / Niederrhein / Albatros (single bewerking) (cd-single)
- 1990: Orkan (Extended Version) / Einmal noch / Orkan (singleversie) (cd-single)
- 1992: Party (Ich glaub es geht los) / Wo ist das Geld (radio bewerking) / Die Nacht (cd-single)
- 1992: April (Single Version) / Regen / April (uitgebreide versie) (cd-single)
- 1992: Wo ist das Geld (Radio Edit) / Wo ist das Geld (Blut + Schweiss + Tränen-Mix) / Nix los (cd-single)
- 1993: Schöne Frauen / Sonntagnachmittag (cd-single)
- 1993: Unterwegs (Radio Edit) / Kalt wie’n Stein / Wie am ersten Tag (cd-single)
- 1997: Na-Nana-Na (Beat 4 Feet Mix) / Na-Nana-Na (HM Mix) / Na-Nana-Na (albumversie) (cd-single)
- 1997: Kann Sein (cd-single)
- 2005: Mit Knutson – Marie-Johanna (coverversie van Carbonara)
- 2008: Leicht (radio-single)

### Soloalbums
- 1983: Kein Mut, kein Mädchen
- 1985: Immer mehr
- 1987: Jedesmal
- 1990: Mitteregger
- 1992: Wie im Leben
- 1993. Die besten Songs 1983–1993 (Digipak) (CD)
- 1997: Aus der Stille
- 2008: Insolito
- 2009: FanDango
- 2017: Sol Mayor

### Albums met andere artiesten
- 1977: Lokomotive Kreuzberg – Mountain Town
- 1978: Bakmak – Forward flight
- 1978: Nina Hagen Band – Nina Hagen Band
- 1979: Nina Hagen Band – Unbehagen
- 1980: Spliff – The Spliff Radio Show
- 1980: Ulla Meinecke – Überdosis Großstadt
- 1981: Ulla Meinecke – Nächtelang
- 1982: Spliff – 85555 (ook als internationale versie)
- 1982: Manfred Maurenbrecher – Maurenbrecher
- 1982: Spliff – Herzlichen Glückwunsch
- 1982: Sternhagel – Sternhagel kommt
- 1983: Manfred Maurenbrecher – Feueralarm
- 1983: Ulla Meinecke – Wenn schon nicht für immer, dann wenigstens für ewig
- 1984: Spliff – Schwarz auf Weiß
- 1985: Manfred Maurenbrecher – Viel zu schön
- 1986: Schimanskis Tatort-Hits (vier songs van 1983; Sampler)
- 1989: Michael Fitz – Fitz
- 1990: Spliff — Spliff Remix
- 1993: Spliff — Alles Gute (sampler, inclusief Müller)
- 1994: Lokomotive Kreuzberg – Gesammelte Werke
- 2010: Spliff — Kult (30 Jahre Spliff Kult) (cd 1 Best of / cd 2 remixen & rariteiten)

### DVD's
- 2012: Nina Hagen Band — Live At Rockpalast (bevat de optredens: Rockpalast 9 december 1978 en Nina Hagen Rockpalast 28 augustus 1999)
- 2012: Spliff — Live At Rockpalast (bevat de optredens: Rockpalast 20 mei 1983 en Rockpop in Concert 19 december 1981)

- Gemeinsame Normdatei: 134464141
- International Standard Name Identifier: 0000 0000 2911 0271
- MusicBrainz: 97db5fab-f6b1-45e2-81dd-7fded45640a8
- Virtual International Authority File: 47977367
- WorldCat: E39PBJwdhGm4hG3yjQ8HwkkdQq